# Faedo
Faedo település Olaszországban, Trento megyében. Lakosainak száma 648 fő (2018. január 1.).

## Népesség
A település népességének változása:

| 2017 | 625 |
| 2018 | 648 |